# Inning am Holz
Inning am Holz è un comune tedesco di 1 401 abitanti, situato nel land della Baviera.